# 黒田治之
黒田 治之（くろだ はるゆき）は、筑前国福岡藩の第7代藩主。第8代将軍・徳川吉宗の孫であり、第11代将軍・徳川家斉や、福岡藩第9代藩主・黒田斉隆の叔父にあたる。

## 生涯
宝暦2年（1753年）12月1日、御三卿・一橋徳川家の初代当主・徳川宗尹の五男として、江戸城内の一橋邸にて生まれた。母は細田時義の娘由加。幼名は隼之助。
宝暦13年（1763年）11月23日、11歳のとき、福岡藩主・黒田継高の養嗣子となり、高満を名乗る。同日、松平を称する。明和元年（1764年）2月16日、桜田の藩邸に移った。
明和2年（1765年）12月15日、従兄で10代将軍の徳川家治に御目見した。同3年（1766年）7月18日、元服し、家治の偏諱を受けて治之に改名、従四位下侍従、式部大輔に叙任する。
明和6年（1769年）12月10日、継高の隠居により家督を相続、同年12月13日、筑前守となる。
明和7年（1770年）4月、初めて福岡に入った。明和8年（1771年）2月から4月にかけて国内を巡見した。また、亀井南冥を抜擢した。
明和8年（1771年）8月9日、許婚者だったお屋世（黒田重政の娘）が11歳で世を去った。これにより黒田本家において、藩祖・黒田孝高、初代・黒田長政以来の血筋は途絶えることとなった。
安永元年（1772年）12月20日、側室・鈴木氏との間に男子が誕生し、養父・継高により隼三郎と名付けられた。
安永3年（1774年）、越後国高田城城主・榊原政永の娘・おかめ（亀姫、瑶津院）と婚約した（黒田長政の二女が榊原忠次に嫁いでいた縁による）。
安永6年（1777年）9月25日、子・隼三郎が6歳で死去した。
天明元年（1781年）8月21日、死去した。30歳。典山紹靖鳳陽院。崇福寺に葬られた。
幕府へは、同年秋に病にかかり、京極高文の弟・高幸（黒田治高）を養子とし、同年11月21日（『寛政重修諸家譜』では11月20日）に死去したと届け出た。
天明4年（1784年）、治之の遺言により学問所が設置されている。

## 許嫁・お屋世
明和8年（1771年）8月9日、11歳のとき死去。同月17日、祥雲寺に葬られ、眞如院月峯妙輝と追号された。また、遺髪は高野山正智院と崇福寺におさめられた。

## 子・隼三郎
安永6年（1777年）9月25日、6歳で死去した。同月27日、遺体は崇福寺に送られた。眞常院玉峯宗琇と追号された。遺髪は高野山にもおさめられた。

## 系譜
- 正室：亀姫、瑤津院 - 榊原政永の娘
- 側室：鈴木氏
  - 男子：隼三郎 - 早世
- 養子
  - 男子：黒田治高 - 京極高慶の七男